# Videregående uddannelser i Danmark
Videregående uddannelser i Danmark er højere uddannelser af overvejende teoretisk og bogligt indhold – i modsætning til erhvervsrettede ungdomsuddannelser (erhvervsuddannelser, social- og sundhedsuddannelser og andre ungdomsuddannelser).

## Inddeling af de videregående uddannelser
Videregående uddannelser i Danmark inddeles overordnet i følgende to uddannelsesretninger, der hver især underinddeles i tre uddannelsestyper:

### Ordinære uddannelser på videregående niveau
- Korte videregående uddannelser (KVU) (2-3 års fuldtidsstudier)
- Mellemlange videregående uddannelser (MVU) (3-4½ års fuldtidsstudier)
- Lange videregående uddannelser (LVU) (5-6 års fuldtidsstudier)

### Voksenuddannelser på videregående niveau
- Videregående voksenuddannelser (VVU) (2-3 års deltidsstudier, svarende til 1 års fuldtidsstudier)
- Diplomuddannelser (2-3 års deltidsstudier, svarende til 1 års fuldtidsstudier)
- Masteruddannelser (2-3 års deltidsstudier, svarende til 1-1½ års fuldtidsstudier)

Videregående voksenuddannelser (VVU) er på samme niveau som korte videregående uddannelser (KVU). Diplomuddannelser er på samme niveau som mellemlange videregående uddannelser (MVU). Masteruddannelser er på samme niveau som lange videregående uddannelser (LVU).
En afsluttet masteruddannelse eller kandidatuddannelse giver adgang til den højere postgraduate ph.d.-forskeruddannelse, der er normeret til 3 år som fuldtidsstudium. Efter tildelingen af ph.d.-graden er der mulighed for at opnå en doktorgrad, som er den højeste akademiske grad, der findes i Danmark.

## Adgangskrav til de videregående uddannelser
Videregående uddannelser kan ikke påbegyndes direkte efter folkeskolens afgangseksamen i 9. klasse. For at blive optaget som studerende på en videregående uddannelse skal man først have gennemført og bestået en studieforberedende ungdomsuddannelse – dvs. en gymnasial uddannelse. På visse videregående uddannelser er det dog også muligt at blive optaget, hvis man på forhånd har gennemført og bestået en relevant erhvervsrettet ungdomsuddannelse – dvs. en erhvervsuddannelse, en social- og sundhedsuddannelse eller en anden ungdomsuddannelse.

## Videregående uddannelsesinstitutioner
Størstedelen af de korte videregående uddannelser (KVU) og de videregående voksenuddannelser (VVU) foregår på erhvervsakademier og CVU'er. Mellemlange videregående uddannelser (MVU) og diplomuddannelser udbydes hovedsageligt af professionshøjskoler. Lange videregående uddannelser (LVU) og masteruddannelser læses på landets universiteter.

## Eksterne kilder, links og henvisninger
- Undervisningsministeriets information om de enkelte ordinære uddannelser på videregående niveau i Danmark Arkiveret 2. april 2007 hos  Wayback Machine
- Undervisningsministeriets information om de enkelte voksenuddannelser på videregående niveau i Danmark Arkiveret 9. november 2008 hos  Wayback Machine